# LM Glasfiber
LM Glasfiber is een Deens bedrijf. Het is de grootste producent van windturbinerotorbladen ter wereld.
De rotorbladen wordt door verschillende producenten van windturbines afgenomen. LM Glasfiber heeft zijn hoofdkantoor in Lunderskov, Denemarken, maar produceert wereldwijd zijn rotorbladen. Ze heeft fabrieken in Spanje, India, China en Noord-Amerika
Sinds 1978 heeft LM Glasfiber meer dan 105.500 rotorbladen geproduceerd. Op dit moment heeft meer dan 1 op de 3 werkende turbines bladen van LM Glasfiber.